# إرنست والكر
إرنست والكر (بالألمانية: Ernest P. Walker) (و. 1891 – 1969 م) هو عالم حيواني، من الولايات المتحدة الأمريكية، ولد في بلو سبرينغز، ميزوري، توفي في روكفيل، ماريلاند، عن عمر يناهز 78 عاماً.